# Nauki matematyczno-przyrodnicze
Nauki matematyczno-przyrodnicze – grupa nauk, do której zalicza się nauki przyrodnicze (lub w węższym zakresie definiowania silnie zmatematyzowane ich elementy) oraz matematykę i nauki w stosunku do niej pokrewne.
Nauki matematyczno-przyrodnicze:
- matematyka
- fizyka
- astronomia
- chemia
- biologia
- geologia
- geografia

Do nauk matematyczno-przyrodniczych zalicza się również bardziej szczegółowe dyscypliny nauki wchodzące w skład wyżej wymienionych oraz nauki leżące na pograniczu tych dziedzin jak np:
- geofizyka
- biofizyka
- astrochemia
- oceanologia
- paleontologia